# Municipio de Barton (Míchigan)
El municipio de Barton (en inglés: Barton Township) es un municipio ubicado en el condado de Newaygo en el estado estadounidense de Míchigan. En el año 2010 tenía una población de 717 habitantes y una densidad poblacional de 7,73 personas por km².

## Geografía
El municipio de Barton se encuentra ubicado en las coordenadas 43°46′10″N 85°38′2″O / 43.76944, -85.63389. Según la Oficina del Censo de los Estados Unidos, el municipio tiene una superficie total de 92.71 km², de la cual 90,82 km² corresponden a tierra firme y (2,04 %) 1,89 km² es agua.

## Demografía
Según el censo de 2010, había 717 personas residiendo en el municipio de Barton. La densidad de población era de 7,73 hab./km². De los 717 habitantes, el municipio de Barton estaba compuesto por el 97,63 % blancos, el 0,14 % eran afroamericanos, el 0,7 % eran amerindios, el 0,28 % eran asiáticos y el 1,26 % eran de una mezcla de razas. Del total de la población el 0,98 % eran hispanos o latinos de cualquier raza.